# スペースパイレーツ
スペースパイレーツ (Space Pirates) とは、任天堂のコンピュータゲーム『メトロイドシリーズ』に登場する反連邦機密武装犯罪組織、及びその構成員である宇宙人たちの総称である。

## 概要
高度な知能と技術力で、全銀河系の支配を企む宇宙規模の海賊。元は名に違わぬ少数のならず者の集まりだったが、鳥人族が開発した生体コンピューターであるマザーブレインが鳥人族に反旗を翻し、スペースパイレーツの中核として組織を拡大、ひとつに纏め上げていった結果、銀河連邦と同等かそれ以上の規模を持つに至った。そのため、宇宙海賊とは呼ばれているが、武力行使による略奪・窃盗行為以外にも、他文明への侵略・殺戮等のテロ行為を頻繁に繰り返し、銀河系社会を脅かす勢力として銀河連邦と長きに渡って対立している（最終的には銀河連邦とサムスさえ倒せば、銀河征服は達成できると考えている）。
特定の種族を指している訳ではなく、銀河連邦政府と反抗・対立している多種多様なエイリアンたち（ほとんどが犯罪者や無法者）が種族の隔たりを超えて結成された組織であるため、構成員の身体的特徴の差異こそ認められるものの、残虐かつ冷酷無比な性質は共通しており、目的のためなら手段を選ばない。また優秀な技術者や研究者も数多く保有しており、襲撃して奪った惑星の文明も合わせて銀河連邦を上回る非常に優れた技術力を誇る。
最高司令部は惑星ゼーベスと惑星ウルトラガスに存在するが、広大な宇宙全域における正確な戦力や構成員の人数等の情報も未知数であり、様々な惑星に散在してゲリラ的に活動するスペースパイレーツを一掃するのは非常に困難であるため、銀河連邦がバウンティハンター（賞金稼ぎ）たちに依頼を申し込むようになった経緯がある。なお、日本版でスペースパイレーツと呼ばれるようになったのは『プライムシリーズ』からであり、それ以前は日本語訳である宇宙海賊と呼ばれていた（その境目の時期に連載された『マガジンZ』版漫画では、「宇宙海賊」に“スペースパイレーツ”とルビが振られていた）。

## 登場作品
時系列順に記述する。詳しい全体の変遷は、各登場作品のページと合わせて参照。
メトロイド / メトロイド ゼロミッション
『メトロイドシリーズ』の第1作目。本拠地である惑星ゼーベスが舞台となるが、一般兵は設定上のみでゲームには登場せず、幹部のクレイド・リドリー・マザーブレインのみが登場する。
リメイク版『ゼロミッション』では、初期の設定から大幅なアレンジ・変更が行われ、原作の第1部に加え、新たに第2部が追加された。時代設定では初登場のゼーベス星人と、新たにメカリドリーが登場する。
この戦いによりゼーベス基地の本隊は全滅したが、ゼーベス軌道上に待機していた部隊は戦禍を逃れた。生き延びた彼らは2つの部隊に分かれ、一方（『スーパーメトロイド』）は陥落した惑星ゼーベス基地の再建に戻り、もう一方（『プライムシリーズ』）は新たな惑星で再興すべく謎のエネルギー反応があった惑星ターロンIVに降り立つ。
メトロイドプライム
『プライムシリーズ』3部作の第1作目。上記の惑星ターロンIVで発見されたフェイゾンと呼ばれる新物質を巡る外伝作品。
ゼーベス星人以外の種族で構成された別動部隊であり、全体的に爬虫類か昆虫のような姿をした者が多い。また、惑星ゼーベスで戦死したリドリーを、遺伝子工学と機械化によってメタリドリーとして復活させている。
メトロイドプライム ピンボール
『プライムシリーズ』1作目を基礎としている。ミニゲーム『スペースパイレーツ パニック』と『フェイゾンマインズ』に登場する。
メトロイドプライム ハンターズ
『プライムシリーズ』の外伝作品。特殊部隊員のウィーヴェルが登場するほか、オープニング映像中にて一般戦闘員（『プライム2』の外見）とサムスが交戦している。
メトロイドプライム2 ダークエコーズ
『プライムシリーズ』3部作の第2作目。惑星エーテルのフェイゾン埋蔵量の調査のため、惑星ターロンIVとほぼ同時期に派遣された部隊であり、容姿はゼーベス星人に近い。
サムスと同様、ルミナスとイングの種族の存亡をかけた戦いに巻き込まれ、こちらは甚大な被害を受けている。また、ダークサムスが本格的に活動するようになる。
メトロイドプライム3 コラプション
『プライムシリーズ』3部作の第3作目にして最終章。頭部に左右合わせて6つの目を持ち、容姿はよりエイリアン色が強くなった。ダークサムスのフェイゾン汚染により、惑星内の全構成員はすべてダークサムスを崇める狂信者として洗脳されてしまった。
前作、前々作に部隊を派遣した新たな本拠地、惑星ウルトラガスが登場。しかし、この戦いで惑星フェイザを含めた全宇宙のフェイゾンが連鎖爆発で消滅する結果となり、『プライムシリーズ』にてダークサムスの汚染によって傘下に下った全部隊が、フェイゾン消滅に巻き込まれ壊滅した。
メトロイドプライム フェデレーションフォース
フェイゾン汚染を免れていた残党部隊が登場。バミューダ系の惑星タルバニアの廃棄された工業都市を隠れ蓑に暗躍していた。プライム2に登場した部隊に似た容姿をしている。また、今作では惑星バイオンの古代種族が遺していた巨大化技術により全員がプレイヤーの搭乗するメックやオメガパイレーツと同等の大きさにまでに巨大化している。
スーパーメトロイド
『メトロイドシリーズ』の第3作目。惑星ゼーベスの再建を行っていた本隊が再び登場。ゼーベス星人はもちろん、新たにキハンター星人・ファントゥーン・ドレイゴンが初登場しており、再建に伴いクレイド・リドリー・マザーブレインも強化・復活している。
この戦いで惑星ゼーベスが完全に消滅し、これ以降の時系列では組織としてのスペースパイレーツは事実上壊滅したとされている。
メトロイド アザーエム
本物のスペースパイレーツは登場しないが、銀河連邦軍の一部過激派が極秘裏に開発していた「スペースパイレーツを模した特殊部隊」として、ゼーベス星人やキハンター星人を含む、さらに多くの種族が初登場する。
なお、すべての種族はクローン培養・遺伝子操作やサイボーク化が施された生体兵器だが、リドリーに関しては例外で、こちらは偶然復元された個体である。
メトロイドフュージョン
BIOLOGIC宇宙生物研究所B.S.L.にて、寄生生命体Xが擬態・自己強化したゼーベス星人・キハンター星人・ネオリドリーが登場する。

### メトロイドシリーズ以外の登場作品
大乱闘スマッシュブラザーズDX
隠し対戦ステージの一つである、惑星ゼーベス「ブリンスタ深部」でクレイドが登場。また、収集要素「フィギュア」でリドリーのフィギュアが存在している。
大乱闘スマッシュブラザーズX
対戦ステージの1つに『プライム1』のオープニングの舞台となった「フリゲートオルフェオン」が登場。背景には原作でオルフェオンのボスだった「パラサイトクイーン」がいる。
アドベンチャーモード「亜空の使者」では、ボスキャラクターとしてリドリーとメタリドリーが登場している（詳しくは「リドリー#その他の作品」や「亜空軍」を参照）。収集要素の「フィギュア」や「シール」でもパラサイトクイーンやリドリーのほか、『プライム1』デザインのパイレーツ隊員（『プライム1』のデザインだが、説明文の内容は『プライム2』の物となっている）やウィーヴェルなどが登場している。
大乱闘スマッシュブラザーズ for Nintendo 3DS / Wii U
ゲームモード「フィールドスマッシュ」にキハンター星人が登場する。
大乱闘スマッシュブラザーズ SPECIAL
ファイターとしてリドリー、ダークサムスが参戦。スピリッツとしてゼーベス星人、クレイド等が登場。『DX』から復刻されたステージ「ブリンスタ深部」に登場するクレイドのデザインがより原作に近い物にアレンジされた。

## 主要な組織構成員
メトロイドシリーズ#設定の主要キャラクター欄や、各登場作品のページも参照。
リドリー(Ridley)
スペースパイレーツ軍の最高指揮官。詳細はリンク先を参照。
『メトロイド』で初登場、『メトロイド2』『ハンターズ』『プライム2』『フェデレーションフォース』『ドレッド』を除く全ての作品に、何らかの形で登場する。組織の中心的存在であり、何度も復活している。
クレイド(Kraid)
惑星ゼーベスのブリンスタに存在する最大級の怪獣。ゼーベス侵攻の際に、幹部の一体となる。
『メトロイド』で初登場、『ゼロミッション』『スーパー』『ドレッド』にも登場する。
マザーブレイン
スペースパイレーツ軍を統括・管理している機械生命体。
『メトロイド』で初登場、『ゼロミッション』と『スーパー』にも登場する。
ファントゥーン
惑星ゼーベス固有の幽霊のような生命体。基地再建に伴い、幹部の一人となる。
『スーパー』で初登場、『アザーエム』にも登場する。
ドレイゴン
惑星ゼーベスのマリーディアに生息する大型水棲甲殻類。基地再建に伴い、幹部の一体となる。
『スーパー』で初登場する。
ウィーヴェル
スペースパイレーツ軍の特殊部隊に所属するサイボーグ戦士。唯一名前が判明している構成員。
『ハンターズ』で初登場する。
ダークサムス
フェイゾン生命体。惑星ウルトラガス部隊の最高司令官となる。詳細はリンク先を参照。
『プライム2』で初登場、『プライム3』にも登場する。

## 一般構成員『メトロイドシリーズ』
兵器類も記載、なお『アザーエム』に登場するのは、厳密には銀河連邦軍の一部過激派が極秘に開発していた「スペースパイレーツを模した特殊部隊」であり、この種族全てが本来のスペースパイレーツ軍に所属していたのかは不明。
ゼーベス星人
スペースパイレーツ軍で最も多数を占める、中心的な種族。直立歩行するザリガニに鳥類か爬虫類の特徴を合わせた姿を持ち、体色によって所属する部隊や階級、戦闘能力等が異なる。両腕のハサミの内側にビーム砲を仕込んでおり、体表の微細なトゲによって垂直の壁に張り付く事もできる。水色→緑→赤→紫（ピンク）→黒→黄（金）→銀の順に強い。『スーパー』で初登場。
「ゼーベス星人」と通称されてはいるが、鳥人族から惑星ゼーベスを奪い、そこを本拠地にしているにすぎないので、本来の出身惑星はゼーベスではない（開発スタッフが「アメリカに移住してきた民族が、自らをアメリカ人と呼ぶようなもの」と答えている）。マガジンZの漫画版では、幼少期のサムスと同様にゼーベスの環境に適応するため、鳥人族から奪った生体調整槽を使用している場面が描かれている。また、言語を用いての会話や宇宙船の操縦を行える程の知能は持つものの、種族の習性として強大な存在に本能的に従属するという性質を持ち、作中ではリドリーやマザーブレイン、スペースパイレーツに与した鳥人族のグレイヴォイスに従う姿を見せた。『アザーエム』において、彼らと因縁が強い同シリーズの主人公サムス・アランは「悪意を持った存在に率いられない限り、ただ本能のみで行動する野蛮で獰猛なクリーチャー」と彼らを文明種族扱いしていない。
『フュージョン』では、寄生生命体Xが擬態した個体が登場。同作に登場する個体は紫色の体色となり後頭部には羽毛のような物が生えている他、両目に加えて額にも目が追加されている。『フュージョン』以前の時系列を描いた『アザーエム』においても同じデザインが使用されている。これはボトルシップから回収・保管されていたゼーベス星人の生体情報を基礎としているため。また、水棲生物スカルテトラの生体情報と融合し、下半身が人魚のように変化、水中戦用に自己進化した特殊なゼーベス星人も存在する。
サイボーグゼーベス星人
『アザーエム』で初登場。銀河連邦軍の一派がクローンを培養、遺伝子工学とサイボーグ化によって生体兵器に改造された。胸部装甲に銀河連邦軍所属であることを示す部隊章が刻印されている。背中にはバッテリーが内蔵されている。全身機械化或いは、一部の箇所のみサイボーグ化された2種類が存在するが、いずれも軍事利用化に伴い、自我や理性はない。また、重火器を装備した者も存在する。
サイボーグゼーベス星人・エリート
『アザーエム』で初登場。赤い体色をしており、通常の個体よりも身体能力が高く、オーバーブラストが高い確率で振りほどかれてしまう。また、左腕がサムスのアームキャノンに似た意匠に改造されており、一度に大量のビームを発射可能。さらに、物質透過エフェクト（ウェイブビーム）をも装備しており、ガラス越しにも攻撃してくる。
キハンター星人
蟻や蜂と似た社会性を持つ昆虫型種族。ハチとカマキリの特徴を合わせた姿を持ち、翅による飛行能力に加え、鎌状に変化した前脚（前肢）や毒針、強酸性の液体を飛ばして攻撃する。ゾーロと呼ばれる幼虫から蛹を経て成体に変態する事から生態は昆虫そのものだが、高い知能を持ち体色によって戦闘能力・耐久力が異なる。緑→黄→赤の順に強い。一定ダメージを受けると翅を喪失してしまう（初めから無い者もいる）。『スーパー』で初登場。『アザーエム』では、彼らに対するオーバーブラストは背中に飛び乗って翅を引きちぎる、リーサルストライクは尾を掴んで投げ飛ばす等、近接格闘による演出となる。
なお『スーパー』の取扱説明書では、「ゼーベス再建のために呼ばれた、同盟関係にある別銀河系の宇宙海賊」とされていた。
メイジ・キハンター星人
銀河連邦軍の一派によって、新たに調整、強化された赤紫色の個体。頭部に冠のような棘が生えている。『アザーエム』で初登場。
キングキハンター星人
キハンター星人の支配種で、巨大な巣と一体化している。本体は無力なため、キハンター星人に身を守らせる。『アザーエム』で初登場。
マグドール星人
マグマと同化する能力を持つエイリアン。常にマグマの中に潜伏しており、『スーパー』ではサムスを発見すると体を伸縮させて溶岩を投げ付けて攻撃してくる。防御力が高く、スーパーミサイル、パワーボム、スピードブースターでしかダメージを与えられないが、アイスビームなら凍結させることは可能。『アザーエム』では腕が生え、攻撃パターンがより多彩になり、体の大きさも大小様々な個体が登場する。『スーパー』で初登場。
グリプト星人
アルマジロ型のエイリアン。強固な甲羅に身を包み、体を丸めてボール状態で突進したり、地中に潜って奇襲を仕掛ける事もある。『アザーエム』で初登場。
グリプト星人・ストロンガー
新たに強化を施されたグリプト星人。外見も全体的に刺々しくなっている。背面から鋭利な刃が背鰭のように生えており、体を丸めると丸鋸状になる。オーバーブラストは振りほどかれてしまうため通用せず、スクリューアタックにも耐える程の耐久力を持つ。
ガルマン星人
カメレオン型のエイリアン。非常に精密な保護色と、擬態能力で姿を隠す事ができる。姿を隠しながら毒液を発射しつつ接近し、伸縮自在の長い尻尾やフック状の鋭い舌で攻撃する。『アザーエム』で初登場。
アスボロー星人
カブトガニ型のエイリアン。サイボーグ改造の限界実験によって生み出された。普段は大型バトルアーマーと合体した完全武装の形態を取っており、更に手足を折り畳み、カブトガニ型に変形した状態で地面を滑るように高速移動をする事もできる。
実際は芋虫か蛇のような形態の生物で、バトルアーマーを喪失すると、こちらに巻き付いて締め上げ、自爆する。『アザーエム』で初登場。
カイラス星人
カエル型のエイリアン。優れた跳躍力を持つ両生類型エイリアンだが、手足が似ている以外に、特徴はみられない。後背部に発電装置と触手型電磁ワームを持ち、触手の電撃攻撃や、電磁バリアを纏いウェイブビーム以外のビーム攻撃を無効化する能力を持つ。また、水中に落下すると即死する。『アザーエム』で初登場。
レドギア星人
古代生物アノマロカリス型のエイリアン。他のクリーチャーとは違い、量産化されていた様子は無く、非常に高い知能と優れた高速飛行能力を活かして、作中では幾度となくサムスを襲撃、危険になると撤退を繰り返していた。地上と空中で戦闘パターンが異なり、ビーム兵器やシーカーミサイル能力を持っている。『アザーエム』で初登場。
デスバルク星人
テントウムシまたはカナブン型のエイリアン。4つの複眼に鋭い鎌状の腕と、プリズム状に輝く蝶のような翅を持つ、特殊部隊中最強の昆虫型エイリアン。普段は金属質の甲殻を半球状に閉じて休眠状態を維持しているが、AIの命令時やパワーボムの衝撃を受けた際に覚醒、高い攻撃力と耐久力を武器に、肉弾戦を行う。瀕死状態になると、甲殻を閉じて自己回復を行う。
スクリューアタックの動作を感知すると、軌道上に瞬時に先回りして反撃してくるため通用せず、パワーボムの爆風は甲殻を閉じて無効化、ミサイルは通用するが動きが素早くロックオンが困難であり、戦闘は主にチャージビームを用いた一騎討ちとなる。『アザーエム』で初登場。

### 兵器（メカニズム・メカノイド・ビークル）
作業ロボット
この時代の宇宙船には欠かすことのできないスタンダードタイプの作業用ロボット。全ての攻撃が通用しないが、触れてもダメージはなく、普段は停止状態で狭い通路等を塞いでいる。触れるか攻撃を受けると起動して、前方にゆっくり移動する。衝撃の強さに比例して、移動速度も上昇する。『スーパー』に初登場した物は鳥人族製で、ビーム兵器を搭載した攻撃型も存在している。『ゼロミッション』ではスペースパイレーツのマザーシップ内に非武装の物のみが登場。
メーアイ
鳥人族（チョウゾ）の古代遺跡チョウゾディアに設置された眼球のような武器装備型監視システム。一定範囲の壁面上で上下移動を行いながら、サーチライト光線を発射して、触れたら警報システムを起動、ゼーベス星人を呼び寄せる。警報発令中は自身もビームで攻撃する。『ゼロミッション』のみ登場。
マザーシップ
『ゼロミッション』で初登場。
ゼーベスを拠点にしているスペースパイレーツの本隊の母船。機体は紫色で、クジラを模したような外観をしている。ミッション開始時点ではまだ帰還していない。リドリーと配下のゼーベス星人が乗艦しており、マガジンZ版ではこの時期にアダム・マルコビッチが乗艦するVIXIV IV（ビクシヴ・フォー）率いる連邦軍艦隊と交戦するも、マザーブレインからのサムス来襲の報を受け（ゲーム中では、ブリンスタからノルフェアにエレベーターで移動する際にマザーブレインに発見されるムービーが流れる）、戦闘を中断しゼーベスに帰還する描写がある（なお、アダムはこれを追撃しようと試みるも、戦闘による損傷と機体の性能差により失敗している）。ミッション中盤にてゼーベスに帰還、以降はチョウゾディアに停泊する。
戦闘機（名称不明）
『ゼロミッション』で初登場。
カブトガニ型の戦闘機で、飛行時は尾の部分が蠕動する。マザーブレインを破壊し、ゼーベスを脱出しようとしたサムスのスターシップを撃墜した。
また、メカリドリー破壊後、マザーシップ脱出時の移動手段としてサムスに強奪された。
『サムスリターンズ』のオープニング映像の回想にも登場。惑星SR388よりメトロイドを持ち帰ろうとしていた銀河連邦の調査船を襲撃する場面が描かれた。

## 一般構成員『プライムシリーズ』
再建中のゼーベスに代わる新たな拠点である惑星ウルトラガスに最高司令部を置く別動部隊。
様々な容姿・役割を持った構成員が登場する他、『プライム3』では一部の兵士が盾・軽装・重装・特装・フェイザイト等のアーマー類を装備している。また、兵器類やフェイゾン変異で強化された兵士類も合わせて記載する。

### メトロイドプライム
一般兵
ゼーベス星人とは違い、爬虫類らしさが強調されているデザイン。右腕の直流電流加速式キャノンと左腕の前腕固定式の鎌で武装しており、遠近双方に対応できる。集団で襲ってくる場合もあれば、壁や天井に張り付き、待ち伏せている場合もある。
シャドウパイレーツ
スペースパイレーツ軍の特務工作兵。物質透過スクリーンで自身の姿を隠す事ができるが、ビームガンは装備できないため、左腕の鎌で接近戦を行う。外見は一般兵に酷似しているが、一般兵とは違い単眼である。
フライングパイレーツ
ジェットパックを装備し、空中から攻撃を行う。こちらは鳥類を彷彿とさせる細身のエイリアンである。ビームやミサイルで武装しているが、普通に撃墜すると、ジェットパックの熱暴走を利用してこちらに特攻を仕掛けてくることがある。
アクアパイレーツ
スペースパイレーツ軍の水中戦闘兵員。フライングパイレーツと同じ外見。グラビティスーツ技術の応用により、水中を自由に移動することができる。武装はミサイルのみだが、水中ゆえか飛来速度は遅い。

#### フェイゾン強化兵士
パワートゥルーパー
パイレーツの胎児にフェイゾンを注入することで誕生した強化兵士である、トゥルーパー系統の中で、パワービームの逆行解析で生み出された。これにより、一般ビーム兵器への耐性を得た反面、パワービームを弱点としてしまった。黄色の体色をしている。
ウェイブトゥルーパー
紫の体色のトゥルーパー。温度変化への耐性を得た反面、電気に対する耐性を失っている。
アイストゥルーパー
白い体色のトゥルーパー。高温への耐性を得た反面、低温に対する耐性を失っている。なお、GC版ではチャージしたアイスビームで凍結、ミサイルで粉砕させることが可能であったが、Wii版では凍結せずにダメージのみが通るよう修正された。
プラズマトゥルーパー
赤い体色のトゥルーパー。低温への耐性を得た反面、高温に対する耐性を失っている。
エリートパイレーツ
フェイゾンによるDNA実験『プロジェクトヘリックス』による研究成果で、一般兵よりも強化された大型パイレーツ。ビーム兵器を吸収し、衝撃波として放つことができるほか、大型の火器を装備している。
フェイゾンエリート
エリートパイレーツの実験体で、寿命は極端に短いという。全身がフェイゾンの肉腫に覆われている。エリートパイレーツとは違い銃火器は装備していないが、動作は若干素早い。
オメガパイレーツ
エリートパイレーツプログラムの最終形態とされ、非常に強力な戦闘力を持つ巨大パイレーツ。周囲のフェイゾンを吸収することで、損傷した装甲を自己再生する能力を持つ。

#### 兵器（メカニズム・メカノイド・ビークル）
ビームタレット KT-0687
スペースパイレーツ製の局所防衛用の固定式セントリーガン（自動機銃）。要所における侵入者の侵攻阻止、撃退用に自動制御で作動している。周辺に停止装置がある場合があるほか、アイスビームで凍結させれば機能停止する。
RT-1831
KT-0687にエネルギーシールドを配した周辺防衛用タレット。威力、耐久力共に強化されているほか、アイスビームで凍結しても機能停止せず、解凍される。
ドローン
スペースパイレーツ製の自律行動型飛行メカノイド。常に妨害電波を発しており、接近するとバイザーの視界が歪む。敵と遭遇すると警報を発し、ゲートロックを作動させ逃走経路を封鎖する。目からのレーザーと、両腕の機銃で武装しているが、両腕は平時には体にコンパクトに折りたたんでいる。
ドローンDv-1
水中用に改造されたドローン。墜落したオルフェオンに一度だけ登場。通常のタイプとは違い、戦闘時でも両腕を展開せず、目からのレーザーのみで攻撃する。それ以外の性能については、通常のタイプと大差ない。
ドローンmk-II
フェイゾンマインズの中央発電所を警備している、ステルス装置を装備したドローン。レーザーの本数が二本に増加しているほか、攻撃時以外はシールドを展開しており、こちらの攻撃を防御する。機械であるため体温もなく、スキャンバイザーでも捕捉できないため、この敵のみログブックに記録されない。
フリゲート艦
パイレーツが保有する宇宙艦。作中には、生物実験施設を保有する『オルフェオン』が登場するが、サムスの到着時には実験体の暴走から、既に不安定な状態であり、積み荷と乗組員のほとんどは既に脱出したあとだった。
サムスの脱出後に惑星ターロンIVに墜落。墜落後も内部に侵入することができる。
作中のパイレーツログより、第一作目（初代及びゼロミッション）のゼーベス基地陥落の際、ゼーベスの衛星軌道上に待機していた『オルフェオン』『シラクス』『ボルパラゴム』の三隻のフリゲート艦が戦火を逃れていたため、スペースパイレーツ及びゼーベスで増殖されたメトロイドは全滅を避けることができたと判明している。

### メトロイドプライム2
一般兵
『プライム1』とは別の種族で構成された別動隊で、右腕に装備したハサミ状の光子エネルギーシザースと、ハサミ部先端の粒子アサルトキャノン、左腕に装備した剣で戦う。外見以外は、基本的に『プライム1』と同様。なお、今作ではフェイゾン強化兵士は登場しない。一般兵とコマンドパイレーツは戦闘の機会が限られており、ある程度ゲームを進めると登場しなくなる。
フライングパイレーツ
こちらも外見以外の挙動は基本的に前作と同様。撃墜すると特攻を仕掛けてくる点も共通。
グレネードパイレーツ
スペースパイレーツ軍の特務砲兵。粒子アサルトキャノンを遠距離専用のグレネードランチャーに換装しているが、実地実験中なため配備は少数。
コマンドパイレーツ
サムス等、対ハンター戦に特化した強力な装備を持つ、パイレーツの特殊戦闘兵。連射可能な右腕のパルスキャノンをはじめ、電子機器を狂わせるパルスグレネード、あらゆる攻撃を無効化するエネルギーシールドで武装している。両足のスラスターにより、瞬間的に滑るような高速移動が可能。

#### ダーククリーチャー化パイレーツ
ダークパイレーツ
別次元に存在する惑星ダークエーテルの生物『イング』にスナッチ（憑依）され、精神が完全に支配されたスペースパイレーツの一般兵。体色が黒くなり、背中に棘が生えている。イングから見たパイレーツは、戦力として最高級の獲物であり、多数の一般兵がイングによりスナッチ、ダークエーテルに拉致されていったことが作中のログにより語られている。
ダークコマンド
イングにスナッチされたコマンドパイレーツ。位相変位能力を持つイングの特殊上位種『ハンターイング』のみがスナッチを許されており、位相変位能力による完全な透明化能力を持つ。またパルスキャノンがダークビームと同質の武器に変質している。

#### 兵器（メカニズム・メカノイド・ビークル）
ヒュミリティ級タレット
パイレーツの拠点に設置されたビームタレット。同作に登場する銀河連邦製の『GM-42グロウラー級』よりも、威力・耐久力が優れている。
ヴィジランス級ギガタレット
手動式大型重砲台。砲撃の命中精度はオペレーターの技量に依存する。
サムスが使用することもでき、マルチプレイにも登場する。
パイレーツスキフ
シュライク級小型高速兵員輸送艇。およそ六人乗りで、エーテルの各地へ兵員を輸送する。極めて重装甲だが非武装であり、総合火力は兵員の装備に依存する。
サプライ艦
銀河連邦ブラボー中隊のログの回想ムービーにて登場。名前はアーゴンのパイレーツ基地のログで明かされる。
名前通りパイレーツの補給艦であったが、パトロール中のブラボー中隊に撃墜され、エーテルに墜落した。
銀色で、『ゼロミッション』に登場したマザーシップに似た形状をしている。

### メトロイドプライム3
今作では全員がダークサムスのフェイゾン汚染による精神支配、強化を受けているため、任意でハイパーモードを使用することができる。
また、パイレーツたちは精神を支配しているダークサムスのフェイゾンに生かされているため、フェイゾンによる極端な突然変異、進化が起こっても死ぬことはないが、それでも付近のフェイゾンタンクを爆破する等の強力なフェイゾンエネルギーを浴びると即死、消滅する。
今作のスペースパイレーツはバイオテクノロジーに精通している描写があり、下記のリバイアサンの戦艦への改造、巨大な生物の体を加工して製作されたと思しき突撃上陸用ポッドをはじめ、有機的な外見の兵器が登場している。また本部の惑星ウルトラガスのリサーチ施設では加工途中の大型生物の死体が置かれている部屋が存在する。
メタパイレーツ（軽装・バトルシールド）
スペースパイレーツ軍の下級歩兵。劣悪な待遇で酷使させられ、旧式のビームガンとブレードといった最低限の装備で前線配備される。
スペースパイレーツ（軽装・重装・特装）
スペースパイレーツ軍の一般歩兵。プライムシリーズ中の一般兵で、最も武装が豊富である。全員がフライングパイレーツとは別の、突撃や滞空が可能なジェットパックを標準装備している。また、三種の装甲を装備している場合があり、軽装は若干耐久力が高く（装備した姿は『プライム2』の一般兵に似ている）、重装は爆発系、特装はビームエネルギーを無効化してしまう。
右腕に接近戦にも使えるクロー付きのビームガン、使用時に長く伸びる左腕のリストブレード、こちらのコラプションモードを誘発してしまうフェイゾングレネードを装備している。
シールドパイレーツ（軽装・重装・特装）
スペースパイレーツ軍の重装歩兵。一般兵と同様の武装に加え、ほとんどの攻撃を無効化するバトルシールドを装備している。
フライングパイレーツ（軽装・重装・特装）
スペースパイレーツ軍の空中戦闘兵員。専用のジェットパックを装備して斥候や偵察、陸上部隊の援護射撃を行う。今作では別の種族ではなく、一般兵がジェットパックを装備している。
これまでのようなビーム、ミサイルのほか、相手に吸着するジェル状の爆弾を持つ。
プラズマビームで発火させている間だけ、グラップリングビームでジェットパックを引き剥がすことが可能。
ライダーパイレーツ
スペースパイレーツ軍の騎兵部隊員。大型生物に騎乗して戦闘を行う。また、伸縮自在のプラズマランスを装備している。
コマンドパイレーツ（青色フェイザイトアーマー）
スペースパイレーツ軍の特殊部隊員。『プライム2』から武装が更に更新され、長距離ワープデバイスやステルスユニットを駆使して戦う。惑星ウルトラガス各所の警備装置を作動させると一定時間経過後にエリア内にテレポートで現れ襲い掛かる。頭部が弱点となっており、ノバビームとXレイバイザーを用いて攻撃すれば一撃で倒すことができるが、エリア内の敵にハイパーモードを発動されると、Xレイバイザーの機能が阻害されてしまう（ただし、その場合でも弱点に命中さえすれば倒すこと自体は可能）。
一般兵よりも大型のビームガンとブレードを持つが、アーマーの下に一般兵と同じ装備も持っており、アーマーが破壊されていても戦闘を続行できる。
パイレーツコマンダー（赤色フェイザイトアーマー）
スペースパイレーツ軍コマンド部隊の指揮官。コマンドパイレーツと同じ武装だが、通常よりも希少価値が高く、なおかつ高性能な赤色フェイザイトアーマーを装備している。惑星ウルトラガス各施設に神出鬼没に現れ、指揮や援護を行う。惑星ウルトラガスのフェイゾンシード防衛戦の最終局面にて少数の部下を率いての直接対決となる。こちらはXレイバイザーを使用しても弱点が表示されなくなっている。

#### フェイゾン強化兵士
バーサーカーパイレーツ
スペースパイレーツ軍の上級兵士。理性は乏しく、敵に対して手段を選ばず徹底的な攻撃を行う。軍内でも制御が難しいのか、近くにパイレーツがいるとそれを放り投げて攻撃する。頭部の弱点をフェイザイト合金の装甲で覆っている。
地面を殴り付けて衝撃波を発生させる能力等、エリートパイレーツの系譜と思わしき共通点がある。
バーサーカーロード
バーサーカーパイレーツ系の最上級兵士。バーサーカーパイレーツとは違い、背中のソケットらしきものにフェイゾンタンクが挿入されている。黒光りするフェイザイト合金の特殊装甲で防御している。
バーサーカーパイレーツ以上に強力な攻撃を持ち、フェイゾン液の発射や破壊光線を放つこともできる。

#### 兵器（メカニズム・メカノイド・ビークル）
リモース級タレット
ヒュミリティ級から機種変換された新型。砲塔部分がコンパクト化され、高い可動性を持つ。
ディスペア級タレット
リモース級の改良型。威力・連射能力が向上、重要エリアの自動防衛用として配備される。
ティアマット
対空防衛用大型タレット。銀河連邦軍の対空防衛用大型タレット『ヒドラ』より優れた硬度を誇り、飛来するターゲットを自動捕捉可能。動力にはブリオジェルを使用。
クロールマイン
小型偵察用ドローン。主に集団で戦闘を行い、敵と接触すると即座に自爆する。
クロールタンク
自動警戒・戦闘援護用ドローン。高速連射可能なビームキャノンを搭載している。ハイパーモードを展開可能な個体もいる。
エアマイン
浮遊型対人要撃用ドローン。シールドユニットを常時展開し、攻撃を無効化する。集団で弾を発射しながらゆっくりと接近し、零距離まで近づくと自爆する。
エアドローン
ジョリーロジャー級飛行型自動迎撃用ドローン。空中での高速移動能力を誇る。銀河連邦軍の技術を流用して開発された経緯を持つ。
カーゴドローン
飛行型物資輸送用ドローン。武装排除や装甲の限定により軽量化、輸送に特化している非戦闘用。内部にはスペースパイレーツの頭部が生体ユニットとして使用されている。
ウォッチドローン
惑星ウルトラガスにて稼働している、飛行型侵入者監視用ドローン。非戦闘用だが異常を発見すると、警報システムを起動してコマンドパイレーツを呼び出す。エアマインと同じ意匠だが色が異なり、ログブックにも記録されない。
フェイゾンハーヴェスター
フェイゾン採掘用大型ドローン。圧縮ビーム砲でフェイゾンの採掘を行い、非常時には攻撃に転用する。
突撃上陸用ポッド
敵艦の装甲を貫いて、艦内へ直接兵士を送り込む軽突撃艇。老朽化したスラスターと粗雑な作りから『棺桶』の異名を持つ。内部には目玉のような器官があり、攻撃すると反応する。
パイレーツATC
攻撃支援用航空兵員輸送艇。兵員の輸送以外にも、可動式三連ビームキャノンで援護行動を行う。
パイレーツSSS
攻撃支援用軽装高速艇。最大戦速での移動が可能であり、チャージビームキャノンによる一撃離脱を行う。
ボムパッファー
スペースパイレーツが基地の警備用に改造したパッファー。圧縮フェイゾンガスを内胞している。
ジャンパートラップ
スペースパイレーツ製の対人トラップユニット。近づくと飛び上がりながら弾を撒き散らす。他にも簡易地雷型「ランドマイン」がある。
リバイアサン戦艦
ダークサムスの指示により、惑星フェイザの固有種で、ワームホールを展開できる巨大生物『リバイアサン』のうちの一体の頭蓋内に、指令用コンソールと人工頭脳を増設した、『生ける巨大戦艦』。
頭蓋内のデッキにてコマンドを入力することで、任意の行き先へ通じるワームホールを開くことができる。
アルマダ級戦艦
名称は作中のパイレーツログより。
球形の船体から、三本の爪を思わせる突起が前方に張り出しているのが特徴。船体の中央から、銀河連邦の戦艦を一撃で撃墜する程の威力をもつレーザーを発射する。作中では惑星ノリオン侵攻、惑星フェイザ防衛戦に登場し、銀河連邦と激戦を繰り広げる。
フェイゾンを動力に使用しているようで、惑星フェイザ爆発と同時に消滅した。
戦闘機（名称不明）
ノリオン侵攻、フェイザ防衛戦に登場したパイレーツの戦闘機。左右非対称の形状をしている。こちらもフェイゾンを動力源にしているようで、最高速を誇る銀河連邦のスティレット級戦闘機と互角に渡り合っていた。

### メトロイドプライム フェデレーションフォース
フェイゾン汚染を免れていた為に生き延びていた残党部隊。
惑星バイオンの古代種族が遺していた巨大化技術を解析、独自に開発した『ヒュージネートビーム』により、全構成員がオメガパイレーツ並みに巨大化している。銀河連邦軍の巨人型最新兵器『メック』に乗り込んだ連邦軍と激しい戦いを繰り広げる。
一般兵
『プライム2』に登場した一般兵と似た容姿だが、光子エネルギーシザースは装備していない。右腕のビームガンと左腕のブレードで戦う。
エリートパイレーツ
右腕に大型の火器を装備したパイレーツの上級兵。『プライム』に登場した同名の大型パイレーツとの関連はなく、他作品におけるコマンドパイレーツに相当する。一般兵以上の攻撃力、耐久力を持つ。ビームガン、ブレード以外にもグレネードを装備している。
トゥルーパー
近接戦闘兵。火器は装備せず、両腕のブレードと俊敏さを用いた格闘戦を得意とする
クロークドトゥルーパー
『プライム』に登場したシャドウパイレーツのように、最新のステルス装置で姿を隠したエリートトゥルーパー。『プライム3』に登場したコマンドパイレーツのように、短距離のテレポートを行うことができる。装備しているステルス装置はドゥームアイ隠匿用の技術の試験運用である。
エリートトゥルーパー
トゥルーパーの上級兵で、通常のタイプよりも大きなブレードを装備している。身体能力、耐久力も通常の物と比べて高い。
フライングパイレーツ
空中戦闘兵。『プライム3』のように、分離式の飛行ユニットを装着した一般兵が戦闘を行う。飛行ユニットのみを破壊することが可能で、その場合は機動力が著しく低下する。
エリートフライングパイレーツ
飛行ユニットを装着したエリートパイレーツ。
ブルーザー
大柄な体格の戦闘兵。体の各部位に存在するコアを全て破壊しなければ大ダメージを与えられない。これまでのプライムシリーズに登場した大型兵のように、衝撃波を発生させる能力を持つ。
エリートブルーザー
ブルーザーの強化版で、ストーリー終盤に登場する。攻撃力、耐久力共に非常に高く、他のパイレーツと同時に現れるため非常に厄介な存在である。

#### 兵器
ドロップシップ
兵員輸送と火力支援に使用されるパイレーツの輸送機。『プライム3』のパイレーツATCのように、機首部にビーム砲を備える。
エリートドロップシップ
大型のドロップシップ。耐久力が非常に高い。
アイフライヤー
今作のパイレーツが使用する飛行型ドローン。ビームで攻撃する。他の敵と比べて小型である上、動きが素早く大群で現れる。反面、耐久力は非常に低い。
セキュリティボット
パイレーツが根城にしているタルバニアの工業都市に現れる二足歩行型ドローン。グレネードを装備している。
アーマーボット
強化されたセキュリティボット。機体側面の球体以外の箇所には装甲が配されており、あらゆる攻撃を防御する。
ホバーボット
セキュリティボットの両足が廃された空中戦仕様のドローン。航空支援に使用される。
グリムタレット
パイレーツが制圧した施設に設置された砲台。
大型突撃艦
パイレーツが使用する突撃艦で、乗組員の体格に合わせこちらも大型化している。
複数の大砲を装備しており、惑星バイオンの古代種族の古代船を利用した罠に引き寄せられたフェデレーションフォースを襲撃した。
ドゥームアイ
バミューダ系に潜伏していたパイレーツが、組織の再起を懸けて建造していた巨大要塞。バミューダ系の三惑星に建造したトランスファーデバイスにより、宇宙空間に隠されていた。
集結した銀河連邦軍の艦隊の90%を一撃で葬り去る威力の主砲を持ち、発射時には要塞上部が名前通り目のような形状に展開する。また、フォースフィールド発生装置とパイレーツの主力部隊による鉄壁の防御力を誇り、連邦軍を一時撤退に追い込んだ。
上記のように厳重な警戒体制が敷かれているが、網目状であるフォースフィールドの隙間をメックで突破するという作戦によりフェデレーションフォースの侵入を許してしまい、パイレーツ主力部隊との激戦が繰り広げられることとなった。
マスターブレイン
ドゥームアイを集中管理する生体コンピューター。フォースフィールド発生装置の役割も兼ねている。
侵入したフェデレーションフォースに対し、捕らえられていたサムスにヒュージネートビームを照射し巨大化、暴走させ戦わせた。
中枢部にてフェデレーションフォースと対峙するが、性能、耐久性は同じ生体コンピューターであるマザーブレインには遠く及ばない。

## パイレーツログ
『プライムシリーズ』でスペースパイレーツが保管している暗号化ログデータ。スペースパイレーツ側の視点から、ストーリー進行上の設定や経緯をプレイヤーが知るための情報源となっている。
内容は日々の近況報告や調査レポート、兵器類の取り扱い規約等々、様々な機密情報が事細かに記録されている他、思想や理念を主張したり、失敗談や苦労話を語ったり等、形式は日記に近い。